# Liridon Latifi
Liridon Latifi (Pristina, 6 febbraio 1994) è un calciatore albanese, centrocampista o attaccante dello Škendija.

## Biografia
Nato a Pristina, nell'allora provincia autonoma jugoslava del Kosovo.

## Carriera

### Club
Il 25 agosto 2017 viene acquistato a titolo definitivo dalla squadra ungherese del Puskás Akadémia per un milione di euro, con cui firma un contratto quadriennale con scadenza il 30 giugno 2021.

### Nazionale
Ha giocato nella nazionale albanese Under-19.
Debutta con la nazionale albanese Under-21 il 28 marzo 2015 nella partita valida per le qualificazioni ad Euro 2017, finita 0-2 contro il Liechtenstein, segnando anche il primo dei due gol realizzati dalla sua squadra.
Il 1º ottobre 2016 riceve la sua prima convocazione in nazionale maggiore per le partite valide per le qualificazioni ai Mondiali 2018 contro Liechtenstein e Spagna del 6 e 9 ottobre 2016. Il 24 marzo 2017 fa il suo debutto con la nazionale maggiore nella partita valida per le qualificazioni ai Mondiali 2018 contro l'Italia, subentrando nel secondo tempo, partita poi persa per 2-0 dall'Albania.

## Statistiche

### Presenze e reti nei club
Statistiche aggiornate al 9 novembre 2019.
| Stagione               | Squadra                | Campionato             | Campionato | Campionato | Coppe nazionali | Coppe nazionali | Coppe nazionali | Coppe continentali | Coppe continentali | Coppe continentali | Altre coppe | Altre coppe | Altre coppe | Totale | Totale |
| Stagione               | Squadra                | Comp                   | Pres       | Reti       | Comp            | Pres            | Reti            | Comp               | Pres               | Reti               | Comp        | Pres        | Reti        | Pres   | Reti   |
| ---------------------- | ---------------------- | ---------------------- | ---------- | ---------- | --------------- | --------------- | --------------- | ------------------ | ------------------ | ------------------ | ----------- | ----------- | ----------- | ------ | ------ |
| 2014-gen. 2015         | Prishtina              | SL                     | 0          | 0          | CK              | 0               | 0               | -                  | -                  | -                  | -           | -           | -           | 0      | 0      |
| gen.-giu. 2015         | Skënderbeu             | KS                     | 14         | 5          | CA              | 4               | 0               | UCL                | -                  | -                  | SA          | -           | -           | 18     | 5      |
| 2015-2016              | Skënderbeu             | KS                     | 28         | 5          | CA              | 2               | 0               | UCL+UEL            | 5+6                | 1+0                | SA          | 0           | 0           | 41     | 6      |
| lug. 2016              | Kukësi                 | KS                     | 0          | 0          | CA              | 0               | 0               | UEL                | 2                  | 0                  | SA          | -           | -           | 2      | 0      |
| 2016-2017              | Skënderbeu             | KS                     | 34         | 11         | CA              | 5               | 1               | -                  | -                  | -                  | SA          | 0           | 0           | 39     | 12     |
| lug.-ago. 2017         | Skënderbeu             | KS                     | 0          | 0          | CA              | 0               | 0               | UEL                | 8                  | 4                  | -           | -           | -           | 8      | 4      |
| Totale Skënderbeu      | Totale Skënderbeu      | Totale Skënderbeu      | 76         | 21         |                 | 11              | 1               |                    | 19                 | 5                  |             | -           | -           | 106    | 27     |
| 2017-2018              | Puskás Akadémia        | NBI                    | 12         | 0          | CU+CdL          | 2+0             | 1               | -                  | -                  | -                  | -           | -           | -           | 14     | 1      |
| 2018-2019              | Puskás Akadémia        | NBI                    | 17         | 1          | CU+CdL          | 3+0             | 4               | -                  | -                  | -                  | -           | -           | -           | 20     | 5      |
| Totale Puskás Akadémia | Totale Puskás Akadémia | Totale Puskás Akadémia | 29         | 1          |                 | 5               | 5               |                    | -                  | -                  |             | -           | -           | 34     | 6      |
| lug.-nov. 2019         | Sheriff Tiraspol       | DN                     | 11         | 1          | CM              | 2               | 3               | UCL+UEL            | 2+3                | 1+0                | -           | -           | -           | 18     | 5      |
| Totale carriera        | Totale carriera        | Totale carriera        | 116        | 23         |                 | 18              | 9               |                    | 26                 | 6                  |             | -           | -           | 160    | 38     |

### Cronologia presenze e reti in nazionale
| Cronologia completa delle presenze e delle reti in nazionale ― Albania | Cronologia completa delle presenze e delle reti in nazionale ― Albania | Cronologia completa delle presenze e delle reti in nazionale ― Albania | Cronologia completa delle presenze e delle reti in nazionale ― Albania | Cronologia completa delle presenze e delle reti in nazionale ― Albania | Cronologia completa delle presenze e delle reti in nazionale ― Albania | Cronologia completa delle presenze e delle reti in nazionale ― Albania | Cronologia completa delle presenze e delle reti in nazionale ― Albania |
| Data                                                                   | Città                                                                  | In casa                                                                | Risultato                                                              | Ospiti                                                                 | Competizione                                                           | Reti                                                                   | Note                                                                   |
| ---------------------------------------------------------------------- | ---------------------------------------------------------------------- | ---------------------------------------------------------------------- | ---------------------------------------------------------------------- | ---------------------------------------------------------------------- | ---------------------------------------------------------------------- | ---------------------------------------------------------------------- | ---------------------------------------------------------------------- |
| 24-3-2017                                                              | Palermo                                                                | Italia                                                                 | 2 – 0                                                                  | Albania                                                                | Qual. Mondiali 2018                                                    | -                                                                      | 88’                                                                    |
| 28-3-2017                                                              | Elbasan                                                                | Albania                                                                | 1 – 2                                                                  | Bosnia ed Erzegovina                                                   | Amichevole                                                             | -                                                                      | 71’                                                                    |
| 4-6-2017                                                               | Lussemburgo                                                            | Lussemburgo                                                            | 2 – 1                                                                  | Albania                                                                | Amichevole                                                             | -                                                                      | 77’                                                                    |
| 6-10-2017                                                              | Alicante                                                               | Spagna                                                                 | 3 – 0                                                                  | Albania                                                                | Qual. Mondiali 2018                                                    | -                                                                      | 66’                                                                    |
| 9-10-2017                                                              | Scutari                                                                | Albania                                                                | 0 – 1                                                                  | Italia                                                                 | Qual. Mondiali 2018                                                    | -                                                                      | 76’                                                                    |
| Totale                                                                 |                                                                        | Presenze (182º posto)                                                  | 5                                                                      |                                                                        | Reti                                                                   | 0                                                                      |                                                                        |

| Cronologia completa delle presenze e delle reti in nazionale ― Albania under 21 | Cronologia completa delle presenze e delle reti in nazionale ― Albania under 21 | Cronologia completa delle presenze e delle reti in nazionale ― Albania under 21 | Cronologia completa delle presenze e delle reti in nazionale ― Albania under 21 | Cronologia completa delle presenze e delle reti in nazionale ― Albania under 21 | Cronologia completa delle presenze e delle reti in nazionale ― Albania under 21 | Cronologia completa delle presenze e delle reti in nazionale ― Albania under 21 | Cronologia completa delle presenze e delle reti in nazionale ― Albania under 21 |
| Data                                                                            | Città                                                                           | In casa                                                                         | Risultato                                                                       | Ospiti                                                                          | Competizione                                                                    | Reti                                                                            | Note                                                                            |
| ------------------------------------------------------------------------------- | ------------------------------------------------------------------------------- | ------------------------------------------------------------------------------- | ------------------------------------------------------------------------------- | ------------------------------------------------------------------------------- | ------------------------------------------------------------------------------- | ------------------------------------------------------------------------------- | ------------------------------------------------------------------------------- |
| 28-3-2015                                                                       | Vaduz                                                                           | Liechtenstein under 21                                                          | 0 – 2                                                                           | Albania under 21                                                                | Qual. Europeo Under-21 2017                                                     | 1                                                                               |                                                                                 |
| 16-6-2015                                                                       | Sollentuna                                                                      | Svezia under 21                                                                 | 4 – 1                                                                           | Albania under 21                                                                | Amichevole                                                                      | -                                                                               |                                                                                 |
| 3-9-2015                                                                        | Tirana                                                                          | Albania under 21                                                                | 1 – 1                                                                           | Israele under 21                                                                | Qual. Europeo Under-21 2017                                                     | -                                                                               | 62’                                                                             |
| 8-9-2015                                                                        | Tirana                                                                          | Albania under 21                                                                | 1 – 6                                                                           | Portogallo under 21                                                             | Qual. Europeo Under-21 2017                                                     | -                                                                               | 80’                                                                             |
| 13-10-2015                                                                      | Felcsút                                                                         | Ungheria under 21                                                               | 2 – 2                                                                           | Albania under 21                                                                | Qual. Europeo Under-21 2017                                                     | 1                                                                               |                                                                                 |
| 12-11-2015                                                                      | Arouca                                                                          | Portogallo under 21                                                             | 4 – 0                                                                           | Albania under 21                                                                | Qual. Europeo Under-21 2017                                                     | -                                                                               |                                                                                 |
| 16-11-2015                                                                      | Elbasan                                                                         | Albania under 21                                                                | 2 – 0                                                                           | Liechtenstein under 21                                                          | Qual. Europeo Under-21 2017                                                     | 1                                                                               |                                                                                 |
| 24-3-2016                                                                       | Elbasan                                                                         | Albania under 21                                                                | 0 – 0                                                                           | Grecia under 21                                                                 | Qual. Europeo Under-21 2017                                                     | -                                                                               | 75’                                                                             |
| 28-3-2016                                                                       | Elbasan                                                                         | Albania under 21                                                                | 2 – 1                                                                           | Ungheria under 21                                                               | Qual. Europeo Under-21 2017                                                     | -                                                                               | 87’                                                                             |
| 10-8-2016                                                                       | San Benedetto del Tronto                                                        | Italia under 21                                                                 | 0 – 0                                                                           | Albania under 21                                                                | Amichevole                                                                      | -                                                                               |                                                                                 |
| 2-9-2016                                                                        | Atene                                                                           | Grecia under 21                                                                 | 2 – 1                                                                           | Albania under 21                                                                | Qual. Europeo Under-21 2017                                                     | 1                                                                               |                                                                                 |
| Totale                                                                          |                                                                                 | Presenze                                                                        | 11                                                                              |                                                                                 | Reti                                                                            | 4                                                                               |                                                                                 |

## Palmarès

### Club

#### Competizioni nazionali
- Campionato albanese: 2

Skënderbeu: 2014-2015, 2015-2016
- Campionato moldavo: 1

Sheriff Tiraspol: 2019
- Campionato macedone: 1

Škendija: 2024-2025